# Agnès de Frumerie

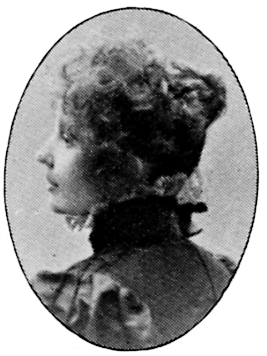

Agnes de Frumerie (Agnes Augusta Emilia Eleonora Frumerie née Kjellberg) (20 de noviembre de 1869, Skövde, Suecia - 1937, Estocolmo) fue una artista, escultora y ceramista sueca. Se la considera la primera ceramista en vidrio sueca y un exponente destacado del Art nouveau.

## Biografía
Hija de la pianista Sophie Kjellberg y el agrónomo Axel Uddmann estudió en la Academia de Arte de Estocolmo entre 1886-1890, ganó la beca real siendo la primera mujer sueca en beneficiarse con una beca para estudiar tres años en el exterior. Usó brevemente el nombre Kjellberg-Uddmann.
Se perfeccionó en Berlín, Alemania, con Otto Lesinget, en Italia y París donde vivió entre 1892 y 1923, allí conoció a Auguste Rodin, Eduard Munch, Claude Debussy, Paul Gauguin y abrazó el movimiento simbolista colaborando con los ceramistas Adrien Dalpayrat y Edmond Lachenal.
Participó a menudo en el Salón de París y los franceses la consideran una escultora francesa. En 1893 era miembro de la Société nationale des Beaux-Arts de París.
Se casó en 1893 con el capitán Gustav de Frumerie (1849-1936) veinte años mayor que ella y que luego se convirtió en médico residente en París. En 1895 hizo un busto de August Strindberg y en 1914 al estallar la Primera Guerra Mundial regresó a Suecia instalándose en su residencia de Danderyd, fue presidenta de la Asociación de Artistas entre 1915-17.
Vivió nuevamente en París entre 1918-26 cuando regresó definitivamente a su patria. Cuando su esposo murió en 1936, dejó su residencia hoy museo y pasó su último año en Estocolmo.
Poseen sus obras, entre otros, museos de Suecia, Francia, Estados Unidos y Argentina.